# Orlando Sá
Orlando Carlos Braga de Sá (Barcelos, 26 de mayo de 1988) es un exfutbolista portugués que jugaba de delantero y cuyo último equipo fue el Málaga C. F. de España.

## Trayectoria

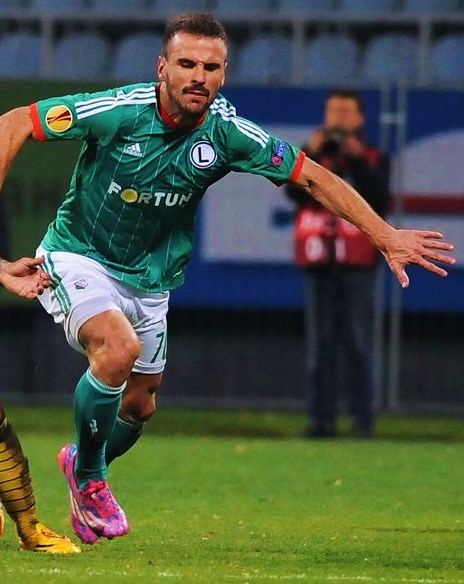
Sá jugando para Legia Varsovia.

Sá inició su carrera en las categorías inferiores del Sporting de Braga y fue ascendido al primer equipo en la temporada 2007-08, sólo para ser cedido al humilde SC Maria da Fonte, terminando su primera temporada como profesional con 6 goles.
Volvió al Sporting de Braga en 2008. Hizo su debut en Primera División el 5 de enero de 2009, jugando un minuto en la victoria 2-0 contra el C. F. Os Belenenses.
El 7 de marzo de 2009, Sá marcó su primer gol en Primera División, en un empate 2-2 frente al C. F. Estrela da Amadora. El 1 de junio se fue al F. C. Porto, por aproximadamente 3 millones de euros.
Habiendo llegado lesionado del Sporting de Braga, hizo su debut con el Porto el 2 de enero de 2010, en una victoria ante el U. D. Oliveirense en la Copa de Portugal. Para la temporada 2010-2011 fue cedido al Nacional de Madeira. Luego se desvinculó del Porto y fue fichado por el Fulham FC. Después de una temporada, se fue al AEL Limassol de Chipre, jugando una buena temporada. Fue vendido al Legia de Varsovia en calidad de libre.
Tras una breve experiencia en China con el Henan Jianye, en julio de 2018 regresó al Standard Lieja, donde había estado antes de irse al conjunto asiático. El 7 de mayo de 2020 puso punto final a su segunda etapa en el equipo belga. El 13 de agosto firmó con el Málaga C. F. por una temporada, y al término de la misma anunció su retirada.

## Selección nacional
El 21 de noviembre de 2008 marcó una tripleta con la selección de Portugal sub-21 en un amistoso contra España que acabó 4-1.
Solo tres meses después, el entrenador Carlos Queiroz le convocó para jugar con la selección absoluta por primera vez en un amistoso contra Finlandia, aunque fue sustituido por Hugo Almeida al cabo de una hora de juego. El partido acabó 1-0 a favor de Portugal. 

## Palmarés

### Campeonatos nacionales
| Título           | Club              | País     | Año     |
| ---------------- | ----------------- | -------- | ------- |
| Copa de Portugal | F. C. Porto       | Portugal | 2009-10 |
| Ekstraklasa      | Legia de Varsovia | Polonia  | 2013-14 |
| Copa de Polonia  | Legia de Varsovia | Polonia  | 2014-15 |